# Siegfried Hekimi
Siegfried Hekimi (* 5. September 1956 in Genf) ist ein ehemaliger Schweizer Radrennfahrer.

## Sportliche Laufbahn
Hekimi war Strassenradsportler. Als Amateur gewann er 1980 eine Etappe im Giro Ciclistico d’Italia. 1981 holte er Etappensiege Etoile des Espoirs (er wurde Dritter der Gesamtwertung), im Giro del Bergamasco, in der Rheinland-Pfalz-Rundfahrt und im Grand Prix Guillaume Tell.
1982 wurde er Berufsfahrer im Radsportteam Puch-Eorotex-Campagnolo und blieb bis 1984 als Radprofi aktiv. 
1982 wurde er Dritter in der Leimentalrundfahrt und im Grand Prix Winterthur. Er fuhr die Tour de France und kam auf den 103. Platz im Endklassement. 1983 siegte er im Eintagesrennen Grosser Preis des Kantons Aargau und gewann eine Etappe der Tour de l’Avenir. Den Grand Prix de Lausanne gewann er 1984. Im Giro d’Italia 1983 schied er aus, 1984 kam er auf den 31. Rang. In den Rennen der UCI-Strassen-Weltmeisterschaften 1982 wurde er 68., 1983 15., 1984 schied er aus. In den Rennen der Monumente des Radsports war der 9. Platz im Rennen Mailand–Sanremo 1984 sein bestes Resultat.

## Berufliches
Nach seiner Radsportkarriere promovierte Hekimi zum Ph.D. in Neurobiologie an der Universität Genf. 2004 wurde er Professor an der Fakultät für Biologie der McGill University in Montreal.